# Звенигора (заказник)
Звенигора — гідрологічний заказник місцевого значення. Об'єкт розташований на території Звенигородського району Черкаської області, село Гудзівка.
Площа — 22,2 га, статус отриманий у 1998 році.
Охороняється комплекс водно-болотних угідь з типовою рослинністю